# Edward Daniel Clarke
Edward Daniel Clarke (1769 –1822) va ser un viatger i naturalista anglès.

## Biografia
El 1786 obtingué l'ofici de clergue de capella al Jesus College (Cambridge). L'any 1790 es va graduar, i aviat va esdevenir tutor privat de Henry Tufton, nebot del Duc de Dorset. L'any 1792 va poder viatjar amb Lord Berwick a través d'Alemanya, Suïssa i Itàlia. A Nàpols hi va romandre dos anys.
El 1794 tornà a Anglaterra i va ser tutor de famílies distingides. L'any 1799 viatjà amb Mr Cripps per Europa començant per Noruega i Suècia i seguint per Rússia, Crimea. Van arribar a Egipte i Palestina. Després de la capitulació d'Alexandria, Clarke es va ocupar que pertanyessin a Anglaterra les estàtues, sarcòfags i mapes, etc.
També va estar a Grècia.
El 1808 Clarke va ser nomenat el primer professor de mineralogia de Cambridge. Els manuscrits que va recollir durant els seus viatges, entre ells el còdex dels diàlegs de Plató (895 aC), van ser venuts a la Biblioteca Bodleiana per £1000; i també li van reportar molts diners la publicació del relat dels seus viatges.
A més de mineralogia, Clarke es va dedicar a la química, el 1817 on va fer descobriments amb el bufador d'hidrogen. Va ser nomenat bibliotecari de la universitat i va ser un dels fundadors de la Cambridge Philosophical Society el 1819.

## Obres principals
- Testimony of Authors respecting the Colossal Statue of Ceres in the Public Library, Cambridge (8vo, 1801–1803)
- The Tomb of Alexander, a Dissertation on the Sarcophagus brought from Alexandria, and now in the British Museum (4to, 1805)
- A Methodical Distribution of the Mineral Kingdom (fol., Lewes, 1807)
- A Description of the Greek Marbles brought from the Shores of the Euxine, Archipelago and Mediterranean, and deposited in the University Library, Cambridge (8vo, 1809)
- Travels in various Countries of Europe, Asia and Africa (4to, 1810–1819; 2nd ed., 1811–1823).